# Casa de plantación

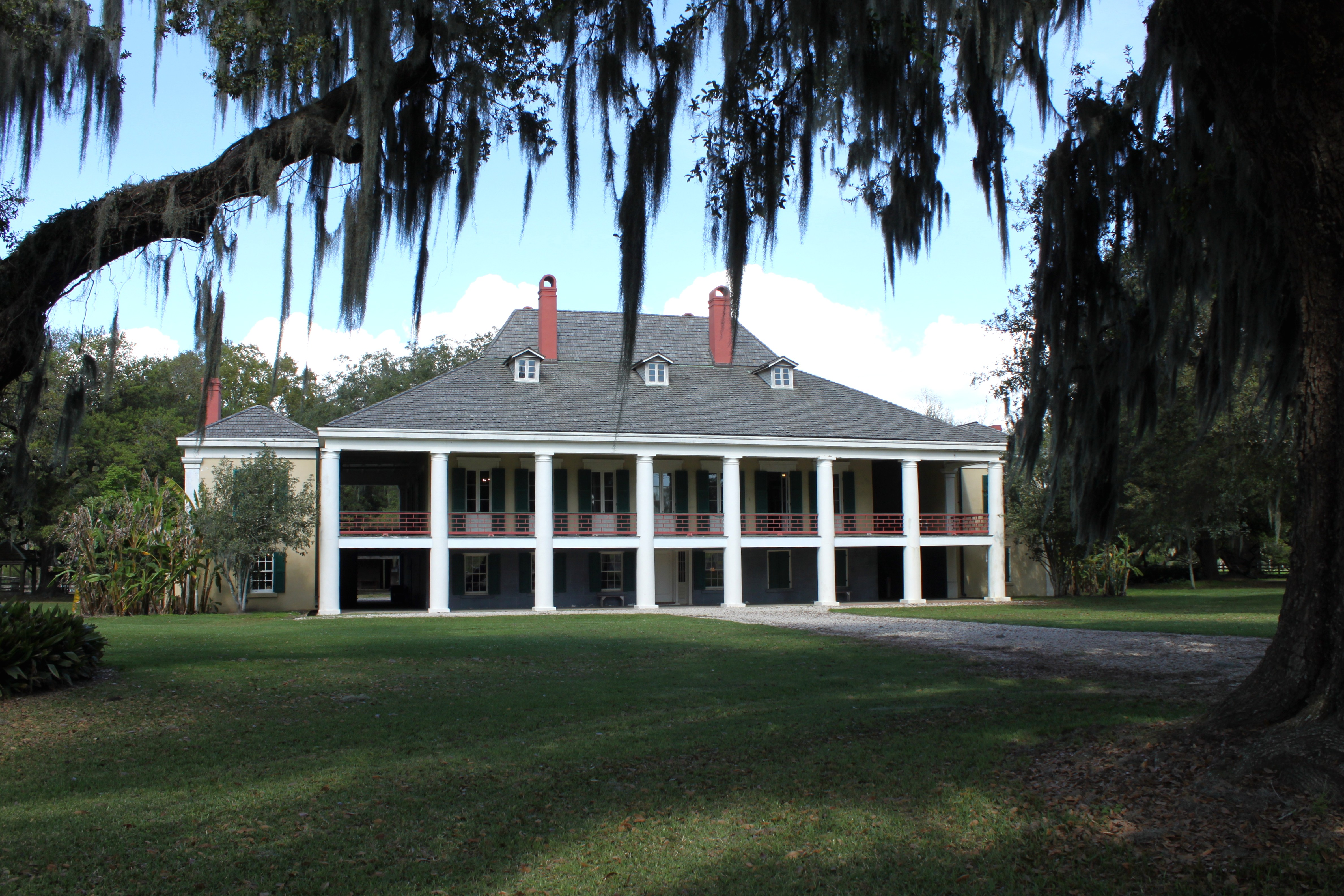
La casa principal en la Plantación Destrehan en Destrehan, Luisiana, construida entre 1787-90. Es de estilo colonial francés, los esbeltos postes de madera originales de la galería fueron reemplazados por columnas dóricas monumentales cuando el estilo del Renacimiento griego era popular.

Una casa de plantación es la casa principal de una plantación, una gran casa de campo, que a menudo sirve como símbolo para la plantación en su conjunto. Las casas de plantaciones en el sur de los Estados Unidos y en otras áreas se conocen hoy como obras arquitectónicas bastante grandes y costosas, aunque la mayoría eran granjas más utilitarias y funcionales.

## Antebellum del sur estadounidense
En el sur de Estados Unidos, las plantaciones anteriores a la guerra de secesión (Antebullum del sur) estaban centradas en una "Casa de plantación", que servía como la residencia del propietario, donde se realizaban importantes negocios. La esclavitud y las plantaciones tenían características diferentes en diferentes regiones del Sur. A medida que el Sur Superior de las colonias de la Bahía de Chesapeake se desarrolló primero, los historiadores del Sur anterior a la guerra definieron a los plantadores como aquellos que tenían 20 esclavos. Los grandes plantadores tenían muchos más, especialmente en el sur profundo a medida que se desarrollaba. La mayoría de los esclavistas tenían alrededor de diez esclavos, a menudo para trabajar. A finales del siglo XVIII, la mayoría de los plantadores del sur superior habían pasado del cultivo exclusivo de tabaco a la producción mixta, tanto porque el tabaco había agotado el suelo como por los cambios en los mercados. El alejamiento del tabaco significó que tenían esclavos en exceso, que no era equivalente al número necesario para el trabajo, por lo que comenzaron a venderlos en el comercio interno de esclavos.
Había una variedad de arquitectura doméstica en las plantaciones. Las familias de plantadores más grandes y ricas, por ejemplo, aquellas con propiedades frente al río James en Virginia, construyeron mansiones en ladrillo y estilo georgiano, por ejemplo la Plantación Shirley. Los maceteros comunes o más pequeños de finales del siglo XVIII y XIX tenían edificios de estructura de madera más modestos, como la Plantación de Southall en el condado de Charles City.

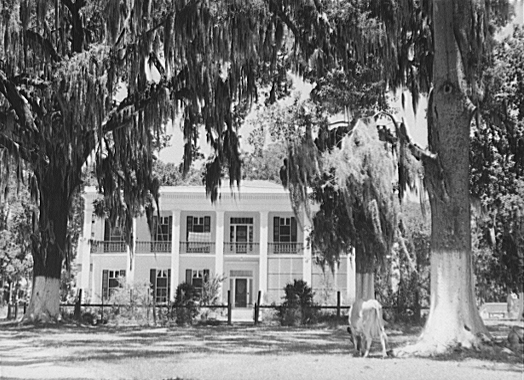
Antigua casa de la plantación Jackson, Schriever, Luisiana, junio de 1940.

En el País bajo de Carolina del Sur, por el contrario, incluso antes de la Revolución Estadounidense, los plantadores que poseían grandes plantaciones de arroz solían poseer cientos de esclavos. En Charleston y Savannah, la élite también tenía numerosas personas esclavizadas para trabajar como sirvientes. El desarrollo del sur profundo en el siglo XIX para el cultivo del algodón dependió de grandes plantaciones con mucha más superficie de la que era típica del sur superior; y como mano de obra, los plantadores tenían a cientos de esclavos.
Hasta diciembre de 1865, la esclavitud era legal en algunas partes de Estados Unidos. La mayoría de las personas esclavizadas trabajaban en la producción agrícola, y sembrador era un término que se usaba comúnmente para describir a un granjero con muchos esclavos.
El término sembrador no tiene una definición universalmente aceptada, pero los historiadores lo han definido para identificar a la clase élite, "un agricultor terrateniente con recursos sustanciales". En los condados del "cinturón negro" de Alabama y Misisipi, los términos "plantador" y "agricultor" a menudo eran sinónimos. Robert Fogel y Stanley Engerman definen a los grandes plantadores como dueños de más de 50 esclavos, y a los plantadores medianos como dueños de entre 16 y 50 esclavos.
En su estudio de los condados del Cinturón negro en Alabama, Jonathan Wiener define a los plantadores por la propiedad de bienes raíces, en lugar de por personas esclavizadas. Un plantador, para Wiener, poseía al menos $10,000 en bienes raíces en 1850 y $32,000 en 1860, equivalente a aproximadamente el 8 por ciento superior de los propietarios de tierras. En su estudio del suroeste de Georgia, Lee Formwalt también define a los plantadores en el tamaño de las propiedades de la tierra en lugar de personas esclavizadas. Los plantadores de Formwalt se encuentran en el 4.5 por ciento superior de los propietarios de tierras, lo que se traduce en bienes raíces con un valor de $6,000 o más en 1850, $24,000 o más en 1860 y $11,000 o más en 1870. En su estudio del condado de Harrison, Texas, Randolph B. Campbell clasifica a los grandes plantadores como dueños de 20 esclavos y a los pequeños plantadores como dueños de entre diez y diecinueve esclavos. En los condados de Chicot y Phillips, Arkansas, Carl H. Moneyhon define a los grandes plantadores como propietarios de veinte o más seres humanos esclavizados y de seiscientos o más acres.

## Casas de plantación en el sur de los Estados Unidos

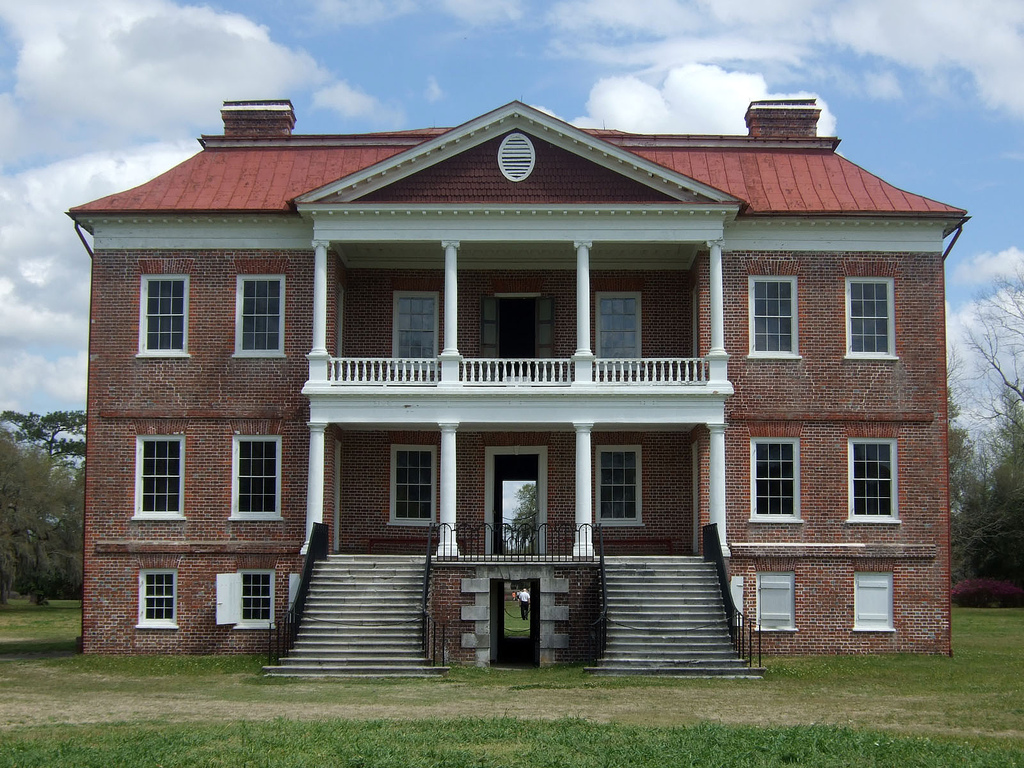
La casa principal de inspiración palladiana en Drayton Hall cerca de Charleston, Carolina del Sur, construida en 1738. Sus alas laterales planificadas y las arcadas de enlace se ejecutaron pero se demolieron a fines del.

La mayor parte de la investigación histórica se ha centrado en las casas principales de las plantaciones, principalmente porque eran las que tenían más probabilidades de sobrevivir y, por lo general, las estructuras más elaboradas del complejo. Además, hasta épocas bastante recientes, los eruditos e historiadores locales solían centrarse en la vida del propietario de la plantación, es decir, el plantador y su familia, más que en las personas a las que tenían como esclavos. Dejando a un lado todas las nociones románticas, la casa de la plantación era, en su forma más básica, una granja en funcionamiento. Aunque algunas casas de plantaciones se planearon como grandes mansiones y se construyeron todas a la vez desde cero, muchas más comenzaron como estructuras bastante rudimentarias que fueron reemplazadas o fueron ampliadas y mejoradas con el tiempo a medida que mejoraba la fortuna. En la mayoría de las áreas del sur, los primeros colonos construyeron casas para proporcionar un refugio básico adecuado a su clima local, no para establecer permanencia o demostrar riqueza o poder.

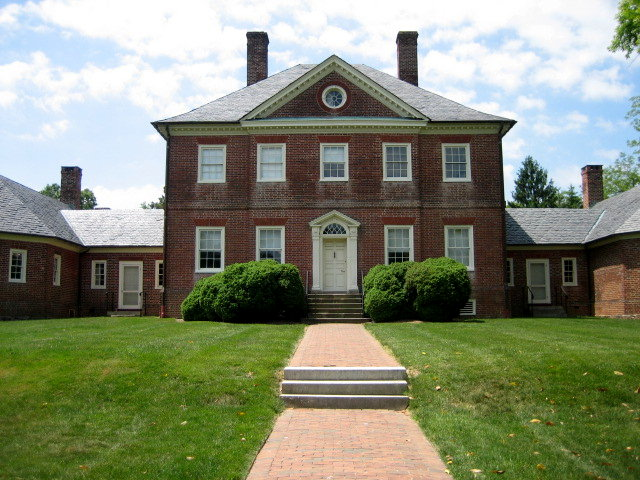
La Mansión Montpelier cerca de Laurel, Maryland, construido en 1783. Una mansión de estilo georgiano con alas laterales de inspiración palladiana.

En las colonias de Delaware, Georgia, Maryland, Carolina del Norte, Carolina del Sur y Virginia, las primeras casas de plantaciones tendían a seguir formas folclóricas derivadas de Gran Bretaña, como las casas de pasillo central y las casas de salón y pasillo.
Las estructuras más grandes durante el período colonial posterior generalmente se conformaron con los estilogeorgiano y palladiano influenciados por el neoclásico, aunque algunas estructuras jacobeas muy tempranas y raras sobreviven en Virginia. Después de la Guerra de Independencia, el neoclasismo de estilo federal y jeffersoniano se volvió dominante en la arquitectura formal de las plantaciones.
Grandes porciones del sur fuera de las colonias británicas originales, como en Kentucky y Tennessee, no vieron asentamientos extensos hasta principios del siglo XIX. Aunque grandes porciones de Alabama y Misisipi se establecieron aproximadamente al mismo tiempo, hubo áreas de estos estados, junto con porciones del oeste de Georgia y el sureste de Tennessee, que no vieron asentamientos a gran escala hasta después de la expulsión de los indígenas en la década de 1830. Existía muy poca arquitectura formal dentro de estas áreas recién asentadas, y la mayoría de las viviendas eran de troncos tallados en la década de 1840. El estilo dogtrot era común para muchas de estas casas de troncos.

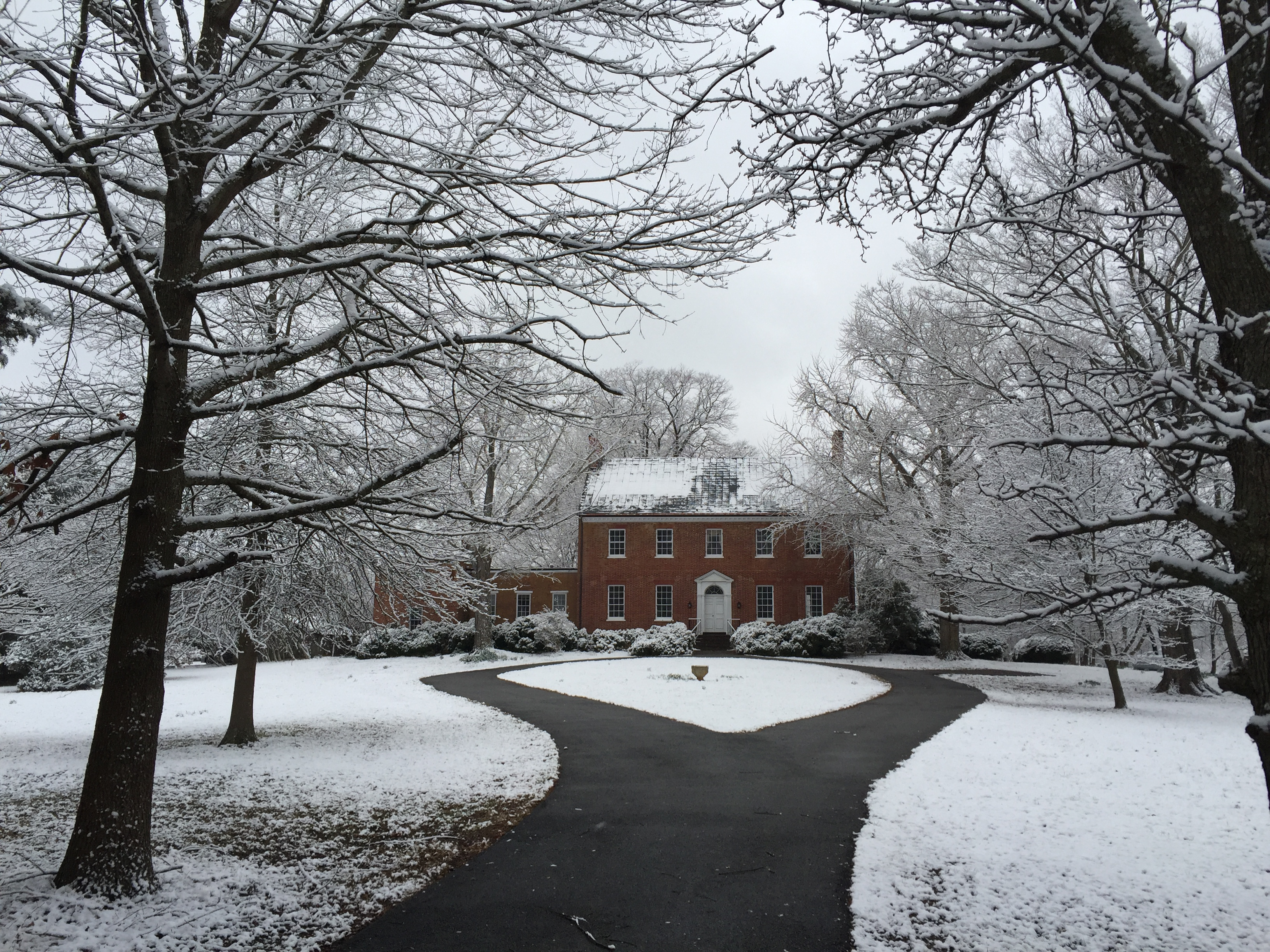
La casa Pleasant Prospect, construido (c. 1798) en Bowie, Maryland es un excelente ejemplo de la arquitectura de estilo federal más restringida que fue popular después de la independencia estadounidense.

La tosca arquitectura vernácula de las primeras plantaciones también fue cierta en Arkansas y Misuri, aunque en sus regiones fluviales y en la parte sur de lo que se convirtió en el estado de Luisiana, las plantaciones reflejaron tipos arquitectónicos coloniales franceses, a menudo con influencias españolas, mucho después de la Compra de Luisiana en 1803. La arquitectura temprana en Florida y Texas generalmente mostró una influencia arquitectónica colonial española más fuerte, mezclada con formas francesas y británicas.
Algunos de los plantadores más ricos nunca construyeron grandes residencias. Albert J. Pickett, uno de los primeros historiadores de Alabama, señaló un ejemplo. En 1850 visitó a Nicholas Davis, el propietario de la próspera plantación Walnut Grove. A pesar de poseer más de 100 esclavos, todavía vivía en la gran casa de troncos que había construido después de su migración de Virginia en 1817. Le dijo a Pickett que "no lo cambiaría por un palacio". Incluso Gaineswood, ahora un Hito Histórico Nacional debido a que se considera un lujoso ejemplo de una casa de plantación, comenzó como un trote de troncos tallados de dos pisos que finalmente se envolvió dentro de la masa de ladrillos de la casa.

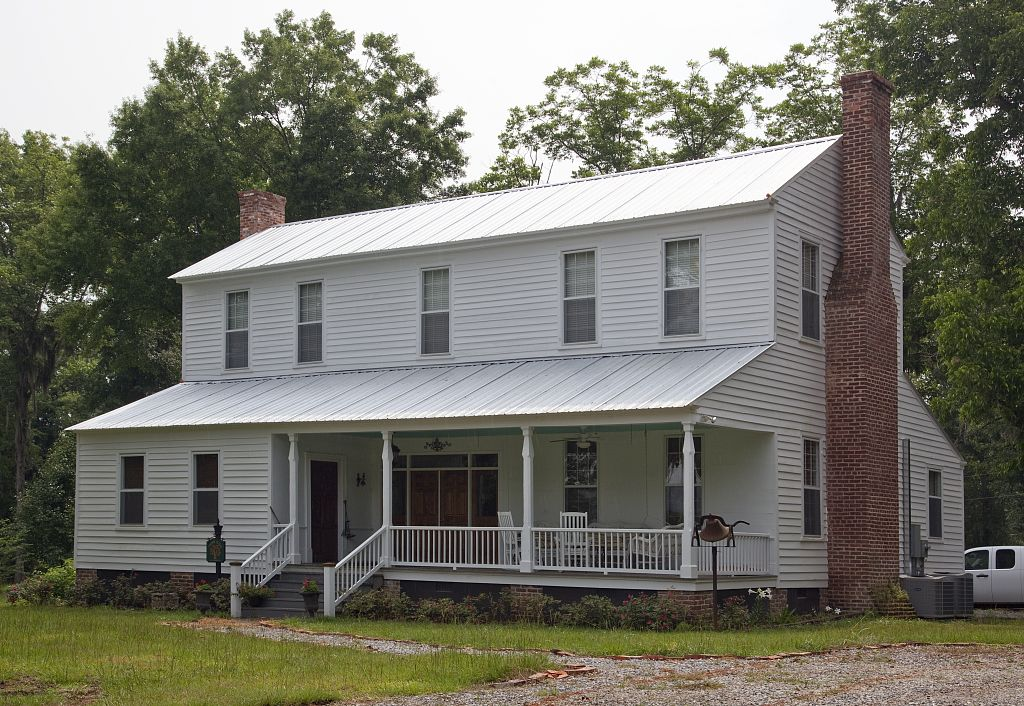
Moss Hill cerca de Pine Apple, Alabama, (1845). Un ejemplo de una casa de estilo I-house o Plantation Plain. Este estilo de casa popular, junto con las casas de madera, alguna vez fueron los tipos más comunes de casas de plantación.

Después del período de asentamiento inicial, los tipos de casas populares más refinados vinieron de las partes más antiguas del sur, especialmente la I-house, considerada por los estudiosos de la arquitectura como un descendiente de los tipos de casas de pasillo y salón y de pasillo central. La casa de pasillo central siguió siendo popular y podría ser de una sola pila (una habitación de profundidad) o de dos pilas (dos habitaciones de profundidad). Si tenía un porche, estaba bajo un techo separado adjunto a la casa principal.
Las I-houses siempre tenían dos pisos de altura, siempre de una sola pila, con frontones laterales o techo a cuatro aguas. Tenían al menos dos habitaciones de ancho, y los últimos ejemplos generalmente tenían un pasillo central que los dividía. En el sur, por lo general tenían extensiones de cobertizo de un piso de ancho completo en la parte delantera y trasera. Estos cobertizos pueden manifestarse como porches abiertos, habitaciones cerradas o una combinación de los dos. Esta I-house con cobertizos llegó a ser comúnmente conocida como "Plantation Plain". También demostró ser uno de los tipos de casas populares más adaptables a los gustos arquitectónicos cambiantes, y algunos incluso tuvieron pórticos neoclásicos y otros elementos de alto estilo agregados en una fecha posterior.

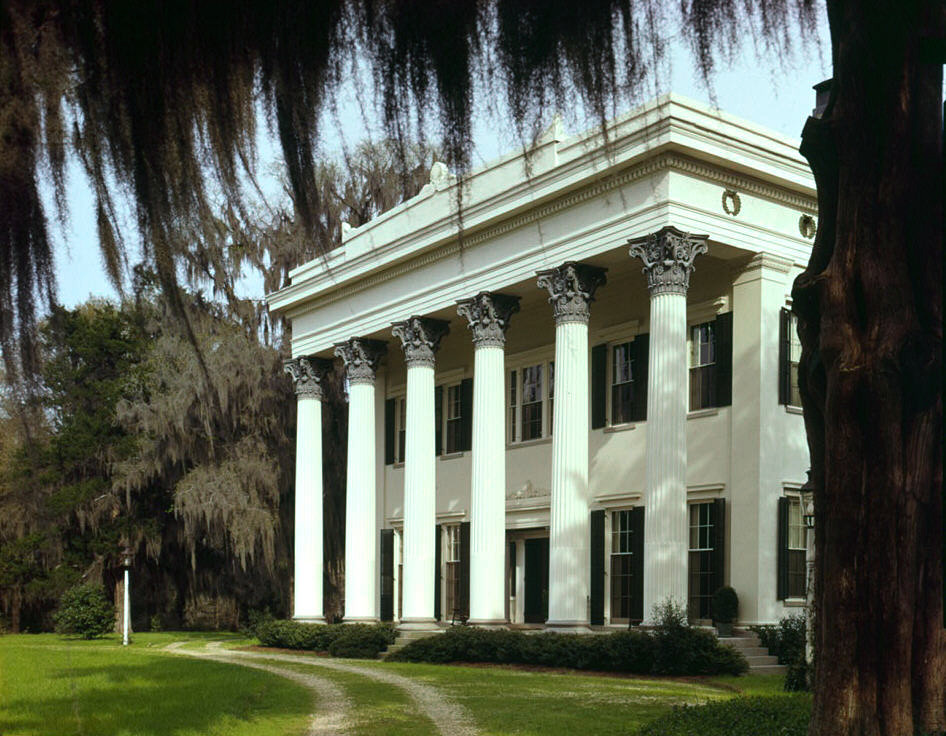
La Plantación Millford en Carolina del Sur. Considerado como uno de los mejores ejemplos de arquitectura residencial del Renacimiento griego en los Estados Unidos.

Otro tipo de casa, la cabaña criolla, provenía de las áreas a lo largo de la Costa del Golfo y sus ríos asociados que antes formaban parte de Nueva Francia. Siempre fue de un piso y medio, con un techo a dos aguas y, a menudo, tenía ventanas con buhardillas en el piso superior. Sin embargo, acomodaba un porche delantero de ancho completo debajo del techo principal, con puertas o ventanas de foque que se abrían desde todas las habitaciones hacia el porche, y generalmente se elevaba muy por encima del suelo en un sótano o pilares completamente elevados. Era una forma común para muchas casas de plantaciones tempranas y casas adosadas por igual en los tramos bajos de Alabama, Luisiana y Misisipi.

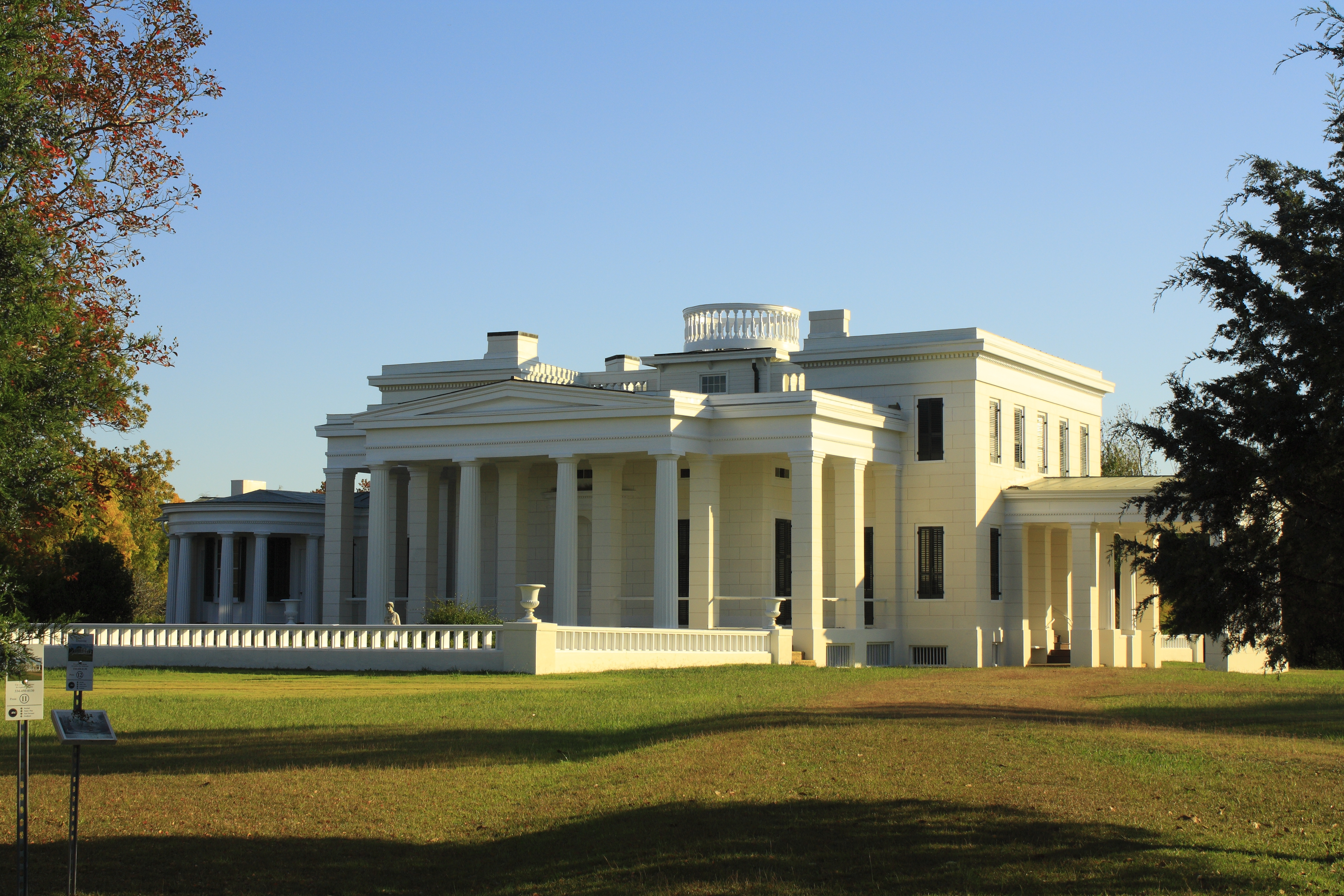
Gaineswood en Demopolis, Alabama, construido entre 1843 y 1861. Diseñado por su propietario a partir de libros de patrones, es un renacimiento griego con masas asimétricas de influencia italiana.

Cuando comenzaron los años del auge del algodón en la década de 1830, Estados Unidos estaba entrando en su segunda fase neoclásica, con la arquitectura del Renacimiento griego como estilo dominante. En este punto, los arquitectos capacitados también se estaban volviendo más comunes, y varios introdujeron el estilo en el sur. Mientras que el neoclasicismo federal y jeffersoniano anterior mostraba una ligereza casi femenina, el Renacimiento griego académico era muy masculino, con una pesadez que no se veía en los estilos anteriores.

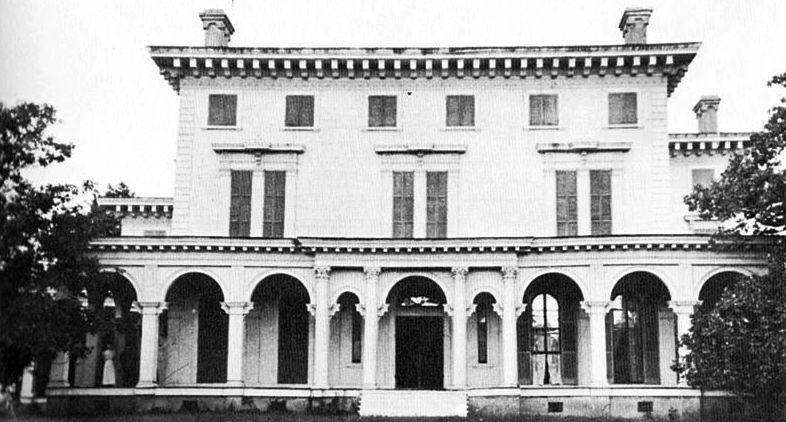
La Plantación Annandale en Madison, Misisipi, construida entre 1857 y 1859. Reemplazó una casa de troncos en la que vivió la familia durante casi 20 años. Su nueva mansión de estilo italiano se derivó de los planos publicados por Minard Lafever en 1856. Fue destruido por un incendio en 1924.

El neoclasicismo anterior a menudo había utilizado modelos romanos antiguos y el orden toscano, junto con las versiones romanas de los tres órdenes griegos originales. Los órdenes griegos originales eran el dórico, el jónico y el corintio. La versión académica del Renacimiento griego adoptó la forma pura de la arquitectura griega antigua. Debido a su popularidad durante una época de gran riqueza para muchas plantaciones del sur, fue el Renacimiento griego el que se vinculó permanentemente a la leyenda de las plantaciones. Aunque algunas casas fueron diseñadas por arquitectos, muchas, si no la mayoría, fueron diseñadas por los propietarios o sus carpinteros a partir de libros de patrones publicados por Asher Benjamin, Minard Lafever, John Haviland y otros. El renacimiento griego demostró ser muy adaptable al clima cálido y húmedo del sur, con adaptaciones coloquiales del estilo visto de una región, y a veces de una ciudad a otra.

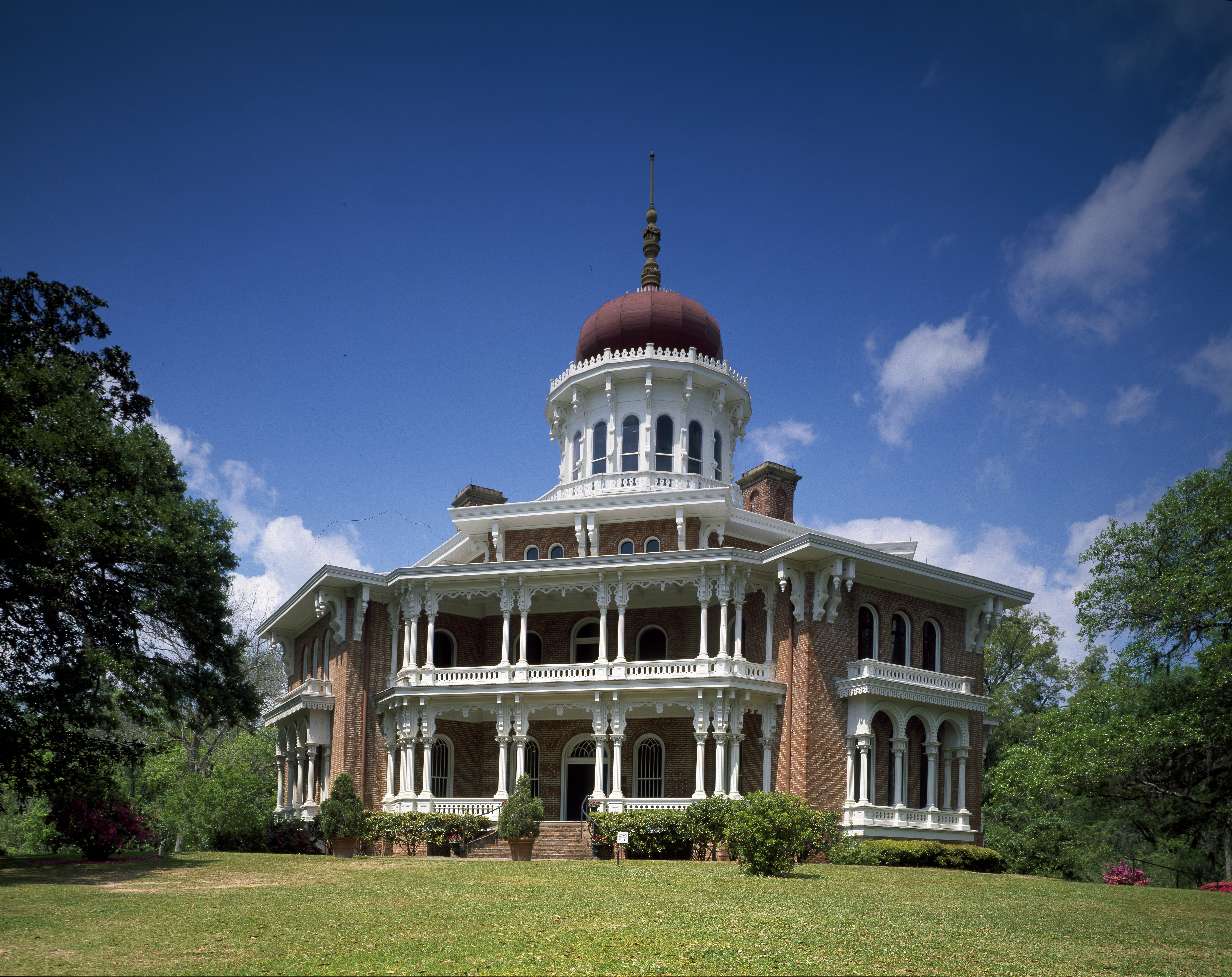
La mansión "Oriental Villa" diseñada por Samuel Sloan en Natchez, Misisipi. Se inició en 1859 y nunca se completó.

El Renacimiento griego seguiría siendo un estilo arquitectónico favorito en el sur agrario hasta mucho después de la Guerra Civil, pero otros estilos habían aparecido en la nación casi al mismo tiempo que el Renacimiento griego o poco después. Estos fueron principalmente el renacimiento italiano y neogótico. Fueron más lentos para ser adoptados en su totalidad para la arquitectura de plantaciones domésticas, pero se pueden ver en una fusión de influencias estilísticas. Las casas que tenían un carácter básicamente del Renacimiento griego brotaron torres de estilo italiano, aleros entre corchetes o adoptaron la característica de masa asimétrica de ese estilo.
Aunque nunca fue tan popular como el Renacimiento griego, el Renacimiento totalmente neogótico y las casas de plantaciones italianas comenzaron a aparecer en la década de 1850, después de ser popularizadas por los libros de hombres como Alexander Jackson Davis, Andrew Jackson Downing y Samuel Sloan. El neogótico se expresó generalmente en madera como carpintero gótico. El italiano fue el más popular de los dos estilos. También se construyó con mayor frecuencia con madera cuando se usaba para casas de plantaciones, aunque algunos ejemplos de ladrillos, como Kenworthy Hall, han sobrevivido.
El estallido de la guerra en 1861 puso fin abruptamente a la construcción de grandes mansiones. Tras la guerra y el fin de la Reconstrucción, la economía se alteró drásticamente. Los plantadores a menudo no tenían los fondos para el mantenimiento de sus casas existentes y las nuevas construcciones prácticamente cesaron en la mayoría de las plantaciones. El nuevo método de aparcería mantuvo en funcionamiento muchas plantaciones, pero los días de la extravagancia habían terminado.